# Formule Regional

Formule Regional-logo

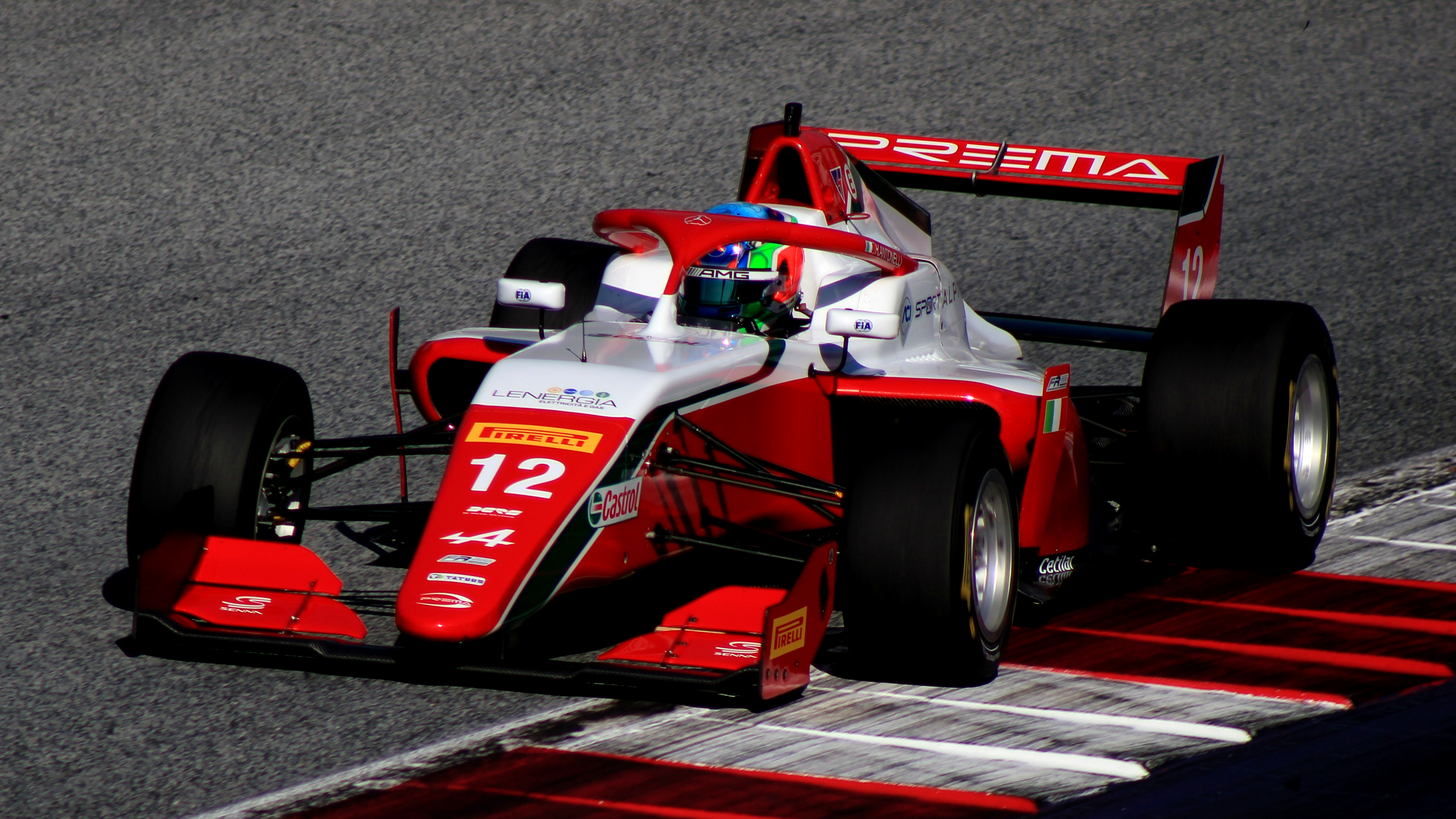
Formule Regional-auto van Andrea Kimi Antonelli op de Red Bull Ring in 2023.

De Formule Regional is een autoraceklasse in het formuleracing. Het niveau van de klasse ligt tussen de Formule 3 en de Formule 4 in, alhoewel het in eerste instantie werd geclassificeerd als Formule 3-kampioenschap. De categorie wordt door de FIA ondersteund en is de vierde stap op de FIA Global Pathway, een groeimodel om meer coureurs door te laten stromen naar hogere klassen. De categorie gebruikt motoren met 270 pk, waardoor het gat tussen de Formule 4 (160 pk) en de Formule 3 (380 pk) wordt verkleind.
In 2018 werden in Azië en Noord-Amerika de eerste kampioenschappen in de Formule Regional-categorie georganiseerd. In 2019 volgde Europa, voordat in 2020 een Japans kampioenschap werd gehouden. In 2023 werd de Toyota Racing Series hernoemd naar het Formula Regional Oceania Championship.

## Naam
De Formule Regional werd door de FIA in eerste instantie de Regional Formula 3 genoemd. Er waren slechts weinig kampioenschappen die de Formule 3-categorie in hun naam hadden vermeld. Diverse klassen binnen de categorie werden vervolgens hernoemd naar Formule Regional-kampioenschappen om verwarring met de oude Formule 3-reglementen die tot 2018 golden te voorkomen, alhoewel niet alle klassen van naam veranderden. Met ingang van 2024 is de categorie zelf officieel hernoemd naar Formule Regional.

## Kampioenschappen
| Naam                                                               | Land/regio                        | Jaren                             | Chassis                                                | Motor                                                       |
| Formule Regional-kampioenschappen                                  | Formule Regional-kampioenschappen | Formule Regional-kampioenschappen | Formule Regional-kampioenschappen                      | Formule Regional-kampioenschappen                           |
| ------------------------------------------------------------------ | --------------------------------- | --------------------------------- | ------------------------------------------------------ | ----------------------------------------------------------- |
| Formula Regional Asian Championship                                | Azië                              | 2018-2022                         | Tatuus F.3 T-318                                       | Alfa Romeo 1.8L                                             |
| Formula Regional Americas Championship                             | Noord-Amerika                     | 2018-heden                        | Ligier JS F3                                           | Honda 2.0L                                                  |
| Formule Renault Eurocup                                            | Europa                            | 2019-2020                         | Tatuus FR-19                                           | Renault Sport 1.8L                                          |
| Formula Regional European Championship by Alpine                   | Europa                            | 2019-heden                        | Tatuus F.3 T-318 (2019-2020) Tatuus FR-19 (2021-heden) | Alfa Romeo 1.8L (2019-2020) Renault Sport 1.8L (2021-heden) |
| Formula Regional Japanese Championship                             | Japan                             | 2020-heden                        | Dome F111/3                                            | Alfa Romeo 1.8L                                             |
| Formula Regional Middle East Championship                          | Midden-Oosten                     | 2023-heden                        | Tatuus F.3 T-318                                       | Alfa Romeo 1.8L                                             |
| Formula Regional Oceania Championship                              | Nieuw-Zeeland                     | 2023-heden                        | Tatuus FT-60                                           | Toyota 2.0L                                                 |
| Formula Regional Indian Championship                               | India                             | 2024-heden                        | Tatuus F.3 T-318                                       | Alfa Romeo 1.8L                                             |
| Andere kampioenschappen die Formule Regional-reglementen gebruiken |                                   |                                   |                                                        |                                                             |
| W Series                                                           | Internationaal                    | 2019, 2021-2022                   | Tatuus F.3 T-318 Tatuus FT-60 (twee races in 2022)     | Alfa Romeo 1.8L Toyota 2.0L (twee races in 2022)            |
| Ultimate Cup Series                                                | Frankrijk                         | 2020-heden                        | Tatuus FR-19                                           | Renault Sport 1.8L                                          |
| Eurocup-3                                                          | Europa                            | 2023-heden                        | Tatuus F.3 T-318                                       | Alfa Romeo 1.8L                                             |